# Mett-Oberschlatt
Mett-Oberschlatt (toponimo tedesco) è stato un comune svizzero del Canton Turgovia, nel distretto di Diessenhofen.

## Storia
Istituito nel 1803 e formato dai villaggi di Fallentor, Mett-Schlatt e Oberschlatt, nel 1999 è stato accorpato all'altro comune soppresso di Unterschlatt per formare il nuovo comune di Schlatt; dal 2011 fa parte del distretto di Frauenfeld.

## Società

### Evoluzione demografica
L'evoluzione demografica è riportata nella seguente tabella:
Abitanti censiti